# 圣伊西德罗 (布宜诺斯艾利斯)
38°28′S 58°31′W / 38.467°S 58.517°W

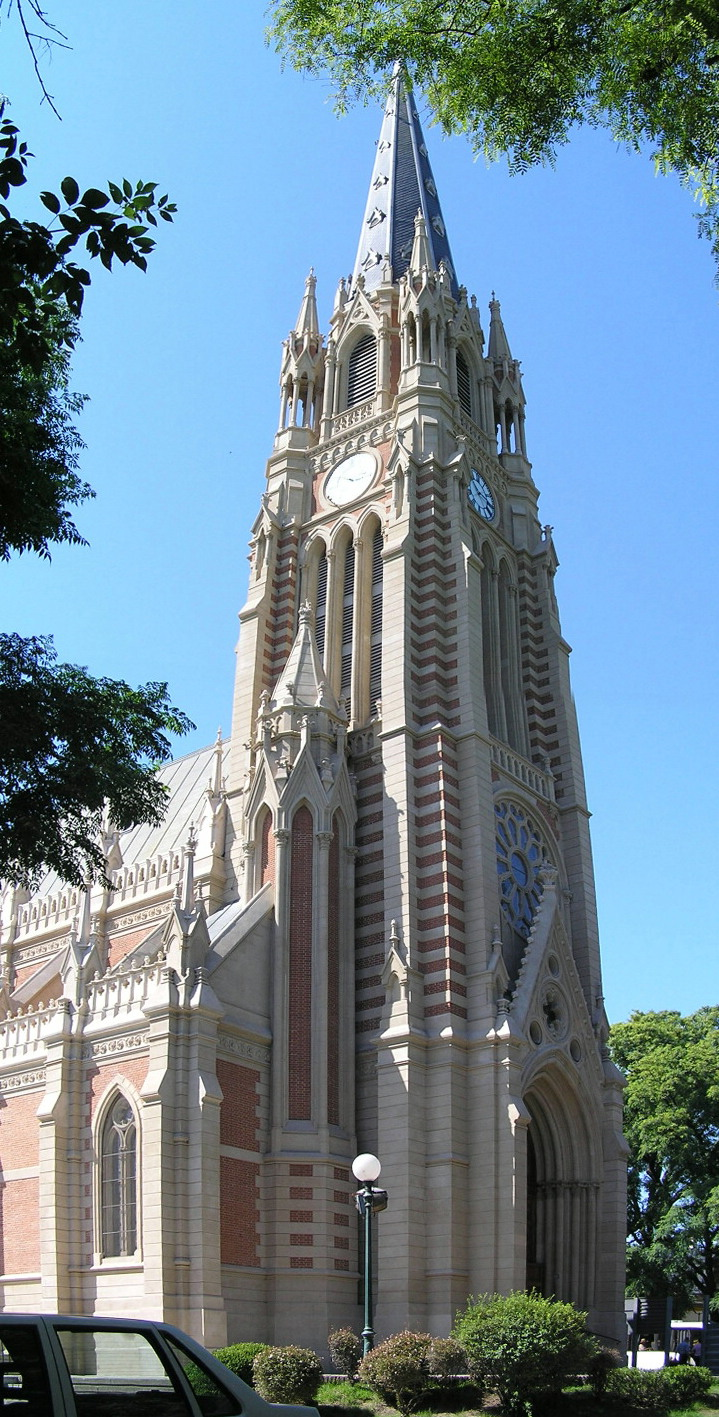
圣伊西德罗教堂

圣伊西德罗是阿根廷布宜诺斯艾利斯省城市，位于首都布宜诺斯艾利斯北边。

## 友好城市
- 以色列海尔兹利亚
- 日本长崎